# Selecció de futbol de Geòrgia
La selecció de futbol de Geòrgia (en georgià: საქართველოს ეროვნული საფეხბფეხბფეხბურთბურთთნ, romanitzat: sakartvelos erovnuli sapekhburto nak'rebi) representa a la república de Geòrgia a les competicions internacionals de futbol. S'encarrega de la seva organització la Federació Georgiana de Futbol, que forma part de la UEFA i de la FIFA. Els partits com a local es juguen habitualment a l'Estadi Boris Paitxadze de Tbilisi.
La selecció de Geòrgia va estrenar-se el 27 de maig de 1990 en un partit amistós contra Lituània que va acabar empatat a 2, l'únic jugat abans de la dissolució de la Unió Soviètica el 1991 (fins aquell moment els futbolistes georgians formaven part de la selecció de la URSS). El primer partit de Geòrgia després de la seva declaració d'independència va ser un amistòs contra Moldàvia el  2 de juliol de 1991 que va acabar amb victòria per als creuats per 2 a 4. Des d'aleshores, l'equip s'ha intentat classificar per a jugar alguna Eurocopa o Copa del Món sense èxit, fins al dia 26 de març de 2024, quan es va classificar per a la primera Eurocopa de la seva història després de guanyar la final del play-off a Grècia a la tanda de penals. A l'Eurocopa d'Alemanya del 2024 van superar la primera fase com a tercers de grup després de perdre contra Turquia, empatar amb la República Txeca i guanyar a Portugal. Als vuitens de final van caure contra la selecció espanyola per 4 a 1. Tots els participants de l'expedició georgiana a l'Eurocopa 2024 van ser guardonats amb l'Ordre d'Honor de Geòrgia.

## Entrenadors
- Giga Norakidze (1992)
- Aleksandr Txivadze (1993-1996)
- Vladímir Gutsàiev (1996)
- David Kipiani (1997)
- Vladímir Gutsàiev (1998)
- Gigla Imnadze (1998, interí)
- Vladímir Gutsàiev (1998-1999)
- Johan Boskamp (1999)
- David Kipiani i Revaz Dzodzuaixvili (2000-2001)
- Aleksandr Chivadze (2001-2003)
- Ivo Susak (2003)
- Merab Jordania (2003)
- Gocha Tqhebuchava (2004)
- Alain Giresse (2004-2005)
- Gayoz Darsadze (2005)
- Klaus Toppmöller (2006-2008)
- Héctor Cúper (2008-2009)
- Temuri Ketsbaia (2010-2014)
- Kakhaber Tskhadadze (2015-2016)
- Vladimir Weiss (2016-2020)
- Ramaz Svanadze (2020)
- Willy Sagnol (2021-present)

## Jugadors

### Plantilla actual
Els següents jugadors han estat convocats per jugar els partits amistosos del 5 i el 8 de juny contra Illes Fèroe i Cap Verd.
Partits i gols actualitzats a 10 de juny de 2025, després del partit contra la selecció de Cap Verd.
| Dorsal | Posició | Jugador                | Data de Naixement (edat) | Partits | Gols | Club                     |
| ------ | ------- | ---------------------- | ------------------------ | ------- | ---- | ------------------------ |
| 1      | PT      | Giorgi Lòria (Capità)  | 27 de gener de 1986      | 79      | 0    | Dinamo Tbilisi           |
| 12     | PT      | Davit Kereselidze      | 19 d'agost de 1999       | 1       | 0    | Dila Gori                |
| 23     | PT      | Luka Gugeshashvili     | 29 d'abril de 1999       | 2       | 0    | PAOK                     |
| 2      | DF      | Guram Giorbelidze      | 25 de febrer de 1996     | 12      | 0    | Erzurumspor              |
| 3      | DF      | Laixa Dvali            | 14 de maig de 1995       | 45      | 1    | APOEL Nicòsia            |
| 4      | DF      | Luka Lochoshvili       | 29 de maig de 1998       | 23      | 2    | 1. FC Nürnberg           |
| 5      | DF      | Iva Gelashvili         | 8 d'abril de 2001        | 2       | 0    | Panserraikos             |
| 13     | DF      | Giorgi Gotxoleixvili   | 14 de febrer de 2001     | 14      | 0    | Hamburg                  |
| 15     | DF      | Giorgi Gvelesiani      | 5 d'abril de 1991        | 10      | 0    | Persepolis               |
| 16     | DF      | Saba Kharebashvili     | 3 de setembre de 2008    | 1       | 0    | Dinamo Tbilisi           |
| 6      | MC      | Shota Nonikashvili     | 10 de gener de 2001      | 2       | 0    | LNZ                      |
| 7      | MC      | Anzor Mekvabishvili    | 5 de juny de 2001        | 23      | 0    | Universitatea Craiova    |
| 8      | MC      | Sandro Altunaixvili    | 19 de maig de 1997       | 8       | 0    | Wolfsberger AC           |
| 9      | MC      | Saba Lobzhanidze       | 18 de desembre de 1994   | 40      | 4    | Atlanta United           |
| 10     | MC      | Nika Kvekveskiri       | 29 de maig de 1992       | 62      | 0    | Nyíregyháza Spartacus FC |
| 17     | MC      | Vladímer Mamutxaixvili | 29 d'agost de 1997       | 12      | 0    | Torpedo Kutaisi          |
| 19     | MC      | Levan Shengelia        | 27 d'octubre de 1995     | 23      | 1    | OFI Creta                |
| 20     | MC      | Nika Gagnidze          | 20 de març de 2001       | 2       | 0    | Kolos Kovalivka          |
| 11     | DV      | Giorgi Kvilitaia       | 1 d'octubre de 1993      | 38      | 6    | Aris Limassol            |
| 14     | DV      | Giorgi Beridze         | 12 de maig de 1998       | 8       | 1    | Újpest                   |
| 18     | DV      | Davit Volkovi          | 3 de juny de 1995        | 7       | 2    | Zira                     |
| 21     | DV      | Giorgi Guliashvili     | 5 de setembre de 2001    | 3       | 0    | Sarajevo                 |
| 22     | DV      | Giorgi Gagua           | 10 d'octubre de 2001     | 0       | 0    | DAC 1904 Dunajská Streda |

### Convocatòries recents
Els següents jugadors no han entrat a l'última convocatòria però sí que han estat convocats durant els últims 12 mesos.
| Posició | Jugador                | Naixement (edat)       | Partits | Gols | Club                | Últim Partit Convocat                   |
| ------- | ---------------------- | ---------------------- | ------- | ---- | ------------------- | --------------------------------------- |
| PT      | Guiorgui Mamardaixvili | 29 de setembre de 2000 | 29      | 0    | Liverpool           | Armènia, 23 de març de 2025             |
| DF      | Guram Kàixia           | 4 de juliol de 1987    | 124     | 3    | Slovan Bratislava   | Armènia, 23 de març de 2025             |
| DF      | Otar Kakabadze         | 27 de juny de 1995     | 73      | 0    | Cracovia            | Armènia, 23 de març de 2025             |
| DF      | Irakli Azarovi         | 21 de febrer de 2002   | 19      | 0    | Shakhtar Donetsk    | Armènia, 23 de març de 2025             |
| DF      | Saba Goglichidze       | 25 de juny de 2004     | 3       | 0    | Udinese             | Armènia, 23 de març de 2025             |
| DF      | Luka Latsabidze        | 18 de març de 2004     | 0       | 0    | Dinamo Tbilisi      | Armènia, 23 de març de 2025             |
| DF      | Sòlomon Kvirkvèlia     | 6 de febrer de 1992    | 62      | 0    | Torpedo Kutaisi     | República Txeca, 19 de novembre de 2024 |
| DF      | Aleksandre Kalandadze  | 9 de maig de 2001      | 2       | 0    | Wisla Plock         | República Txeca, 19 de novembre de 2024 |
| DF      | Jemal Tabidze          | 18 de març de 1996     | 15      | 1    | Dynamo Makhachkala  | Albània, 10 de setembre de 2024         |
| DF      | Luka Gadrani           | 12 d'abril de 1997     | 0       | 0    | Kairat              | Albània, 10 de setembre de 2024         |
| MC      | Giorgi Zaria           | 14 de juliol de 1997   | 2       | 0    | Kairat              | Illes Fèroe, 5 de juny de 2025          |
| MC      | Otar Kiteishvili       | 26 de març de 1996     | 47      | 4    | Sturm Graz          | Armènia, 23 de març de 2025             |
| MC      | Zurikò Davitaixvili    | 15 de febrer de 2001   | 46      | 6    | Saint-Étienne       | Armènia, 23 de març de 2025             |
| MC      | Giorgi Chakvetadze     | 29 d'agost de 1999     | 37      | 10   | Watford             | Armènia, 23 de març de 2025             |
| MC      | Giorgi Tsitaishvili    | 18 de novembre de 2000 | 25      | 1    | Metz                | Armènia, 23 de març de 2025             |
| MC      | Guiorgui Kotxoraixvili | 29 de juny de 1999     | 19      | 3    | Sporting CP         | Armènia, 23 de març de 2025             |
| DV      | Budu Zivzivadze        | 10 de març de 1994     | 36      | 8    | FC Heidenheim       | Illes Fèroe, 5 de juny de 2025          |
| DV      | Khvitxa Kvaratskhèlia  | 12 de febrer de 2001   | 41      | 18   | Paris Saint Germain | Armènia, 23 de març de 2025             |
| DV      | Georges Mikautadze     | 31 d'octubre de 2000   | 37      | 20   | Lyon                | Armènia, 23 de març de 2025             |

### Jugadors amb més partits
A 10 de juny de 2025.
| #  | Nom                 | Partits | Gols | Anys         |
| -- | ------------------- | ------- | ---- | ------------ |
| 1  | Guram Kàixia        | 124     | 3    | 2009-present |
| 2  | Djaba Kankava       | 101     | 10   | 2004-2024    |
| 3  | Lèvan Kobiaixvili   | 100     | 12   | 1996-2011    |
| 4  | Zurab Khizanishvili | 92      | 1    | 1999-2015    |
| 5  | Kakha Kaladze       | 83      | 1    | 1996-2011    |
| 6  | Guiorgui Lòria      | 79      | 0    | 2008-2025    |
| 7  | Otar Kakabatze      | 73      | 0    | 2015-present |
| 8  | Georgi Nemsadze     | 69      | 0    | 1992-2004    |
| 9  | Àleksandre Iaixvili | 67      | 15   | 1996-2011    |
| 10 | Gocha Jamarauli     | 62      | 6    | 1994-2004    |
| 10 | Valeri Qazaishvili  | 62      | 13   | 2014-2022    |
| 10 | Sòlomon Kvirkvèlia  | 62      | 0    | 2014-present |
| 10 | Nika Kvekveskiri    | 62      | 0    | 2015-present |

### Jugadors amb més gols
A 10 de juny de 2025.
| #  | Nom                   | Gols (Partits) | Anys         |
| -- | --------------------- | -------------- | ------------ |
| 1  | Xota Arveladze        | 26 (61)        | 1992-2007    |
| 2  | Georges Mikautadze    | 20 (37)        | 2021-present |
| 3  | Khvitxa Kvaratskhèlia | 18 (41)        | 2019-present |
| 3  | Temur Ketsbaia        | 17 (52)        | 1990-2003    |
| 5  | Àleksandre Iaixvili   | 15 (67)        | 1996-2011    |
| 6  | Tornike Okriashvili   | 13 (50)        | 2010-2021    |
| 6  | Valeri Qazaishvili    | 13 (62)        | 2014-2022    |
| 8  | Giorgi Demetradze     | 12 (56)        | 1996-2007    |
| 8  | Lèvan Kobiaixvili     | 12 (100)       | 1996-2011    |
| 10 | Djaba Kankava         | 10 (101)       | 2004-2024    |
| 10 | Giorgi Chakvetadze    | 10 (37)        | 2018-present |
| 12 | Georgi Kinkladze      | 9 (57)         | 1992-2005    |
| 12 | Mikhail Kavelashvili  | 9 (46)         | 1991-2002    |
| 14 | Budu Zivzivadze       | 8 (36)         | 2017-present |

## Resultats dels últims partits

### Partits del 2024 i del 2025
| Data       | Ciutat        | Local      | Resultat       | Visitant    | Competició                            |
| ---------- | ------------- | ---------- | -------------- | ----------- | ------------------------------------- |
| 21-03-2024 | Tiflis        | Geòrgia    | 2-0            | Luxemburg   | Playoff Classificació Eurocopa 2024   |
| 26-03-2024 | Tiflis        | Geòrgia    | 0-0 (4-2 pen.) | Grècia      | Playoff Classificació Eurocopa 2024   |
| 09-06-2024 | Podgorica     | Montenegro | 1-3            | Geòrgia     | Partit Amistós                        |
| 18-06-2024 | Dortmund      | Geòrgia    | 1-3            | Turquia     | Eurocopa 2024                         |
| 22-06-2024 | Hamburg       | Txèquia    | 1-1            | Geòrgia     | Eurocopa 2024                         |
| 26-06-2024 | Gelsenkirchen | Portugal   | 0-2            | Geòrgia     | Eurocopa 2024                         |
| 30-06-2024 | Colònia       | Espanya    | 4-1            | Geòrgia     | Eurocopa 2024                         |
| 07-09-2024 | Tiflis        | Geòrgia    | 4-1            | Txèquia     | Lliga de les Nacions de la UEFA 24/25 |
| 10-09-2024 | Tirana        | Albània    | 0-1            | Geòrgia     | Lliga de les Nacions de la UEFA 24/25 |
| 11-10-2024 | Poznań        | Ucraïna    | 1-0            | Geòrgia     | Lliga de les Nacions de la UEFA 24/25 |
| 14-10-2024 | Tiflis        | Geòrgia    | 0-1            | Albània     | Lliga de les Nacions de la UEFA 24/25 |
| 16-11-2024 | Batumi        | Geòrgia    | 1-1            | Ucraïna     | Lliga de les Nacions de la UEFA 24/25 |
| 19-11-2024 | Olomouc       | Txèquia    | 2-1            | Geòrgia     | Lliga de les Nacions de la UEFA 24/25 |
| 20-03-2025 | Erevan        | Armènia    | 0-3            | Geòrgia     | Promoció Lliga de les Nacions 24/25   |
| 23-03-2025 | Tiflis        | Geòrgia    | 6-1            | Armènia     | Promoció Lliga de les Nacions 24/25   |
| 05-06-2025 | Tiflis        | Geòrgia    | 1-0            | Illes Fèroe | Partit Amistós                        |
| 08-06-2025 | Kutaissi      | Geòrgia    | 1-1            | Cap Verd    | Partit Amistós                        |

| Data       | Ciutat | Local    | Resultat | Visitant | Competició                      |
| ---------- | ------ | -------- | -------- | -------- | ------------------------------- |
| 04-09-2025 |        | Geòrgia  |          | Turquia  | Classificació Mundial FIFA 2026 |
| 07-09-2025 |        | Geòrgia  |          | Bulgària | Classificació Mundial FIFA 2026 |
| 11-10-2025 |        | Espanya  |          | Geòrgia  | Classificació Mundial FIFA 2026 |
| 14-10-2025 |        | Turquia  |          | Geòrgia  | Classificació Mundial FIFA 2026 |
| 15-11-2025 |        | Geòrgia  |          | Espanya  | Classificació Mundial FIFA 2026 |
| 18-11-2025 |        | Bulgària |          | Geòrgia  | Classificació Mundial FIFA 2026 |

### Copa del Món de la FIFA
| Mundial de futbol FIFA | Mundial de futbol FIFA | Mundial de futbol FIFA | Mundial de futbol FIFA | Mundial de futbol FIFA | Mundial de futbol FIFA | Mundial de futbol FIFA | Mundial de futbol FIFA | Mundial de futbol FIFA |                        | Classificació pel mundial de la FIFA | Classificació pel mundial de la FIFA | Classificació pel mundial de la FIFA | Classificació pel mundial de la FIFA | Classificació pel mundial de la FIFA | Classificació pel mundial de la FIFA | Classificació pel mundial de la FIFA |
| Any                    | Ronda                  | Posició                | PJ                     | PG                     | PE                     | PP                     | GF                     | GC                     | PJ                     | PG                                   | PE                                   | PP                                   | GF                                   | GC                                   | Posició                              |                                      |
| ---------------------- | ---------------------- | ---------------------- | ---------------------- | ---------------------- | ---------------------- | ---------------------- | ---------------------- | ---------------------- | ---------------------- | ------------------------------------ | ------------------------------------ | ------------------------------------ | ------------------------------------ | ------------------------------------ | ------------------------------------ | ------------------------------------ |
| 1930 a 1990            | Part de Unió Soviètica | Part de Unió Soviètica | Part de Unió Soviètica | Part de Unió Soviètica | Part de Unió Soviètica | Part de Unió Soviètica | Part de Unió Soviètica | Part de Unió Soviètica | Part de Unió Soviètica | Part de Unió Soviètica               | Part de Unió Soviètica               | Part de Unió Soviètica               | Part de Unió Soviètica               | Part de Unió Soviètica               | Part de Unió Soviètica               |                                      |
| 1994                   | No va participar       | No va participar       | No va participar       | No va participar       | No va participar       | No va participar       | No va participar       | No va participar       | No va participar       | No va participar                     | No va participar                     | No va participar                     | No va participar                     | No va participar                     | No va participar                     |                                      |
| 1998                   | No es va classificar   | No es va classificar   | No es va classificar   | No es va classificar   | No es va classificar   | No es va classificar   | No es va classificar   | No es va classificar   | 8                      | 3                                    | 1                                    | 4                                    | 7                                    | 9                                    | 4/5                                  |                                      |
| 2002                   | No es va classificar   | No es va classificar   | No es va classificar   | No es va classificar   | No es va classificar   | No es va classificar   | No es va classificar   | No es va classificar   | 8                      | 3                                    | 1                                    | 4                                    | 12                                   | 12                                   | 3/5                                  |                                      |
| 2006                   | No es va classificar   | No es va classificar   | No es va classificar   | No es va classificar   | No es va classificar   | No es va classificar   | No es va classificar   | No es va classificar   | 12                     | 2                                    | 4                                    | 6                                    | 14                                   | 25                                   | 6/7                                  |                                      |
| 2010                   | No es va classificar   | No es va classificar   | No es va classificar   | No es va classificar   | No es va classificar   | No es va classificar   | No es va classificar   | No es va classificar   | 10                     | 0                                    | 3                                    | 7                                    | 7                                    | 19                                   | 6/6                                  |                                      |
| 2014                   | No es va classificar   | No es va classificar   | No es va classificar   | No es va classificar   | No es va classificar   | No es va classificar   | No es va classificar   | No es va classificar   | 8                      | 1                                    | 2                                    | 5                                    | 3                                    | 10                                   | 4/5                                  |                                      |
| 2018                   | No es va classificar   | No es va classificar   | No es va classificar   | No es va classificar   | No es va classificar   | No es va classificar   | No es va classificar   | No es va classificar   | 10                     | 0                                    | 5                                    | 5                                    | 8                                    | 14                                   | 5/6                                  |                                      |
| 2022                   | No es va classificar   | No es va classificar   | No es va classificar   | No es va classificar   | No es va classificar   | No es va classificar   | No es va classificar   | No es va classificar   | 8                      | 2                                    | 1                                    | 5                                    | 6                                    | 12                                   | 4/5                                  |                                      |
| 2026                   | Per determinar         | Per determinar         | Per determinar         | Per determinar         | Per determinar         | Per determinar         | Per determinar         | Per determinar         | Per determinar         | Per determinar                       | Per determinar                       | Per determinar                       | Per determinar                       | Per determinar                       | Per determinar                       |                                      |
| 2030                   | Per determinar         | Per determinar         | Per determinar         | Per determinar         | Per determinar         | Per determinar         | Per determinar         | Per determinar         | Per determinar         | Per determinar                       | Per determinar                       | Per determinar                       | Per determinar                       | Per determinar                       | Per determinar                       |                                      |
| 2034                   | Per determinar         | Per determinar         | Per determinar         | Per determinar         | Per determinar         | Per determinar         | Per determinar         | Per determinar         | Per determinar         | Per determinar                       | Per determinar                       | Per determinar                       | Per determinar                       | Per determinar                       | Per determinar                       |                                      |
| Total                  |                        | 0/7                    |                        |                        |                        |                        |                        |                        | 64                     | 11                                   | 17                                   | 36                                   | 57                                   | 101                                  | —                                    |                                      |

### Eurocopa
| 1960 to 1992 | Part de Unió Soviètica | Part de Unió Soviètica | Part de Unió Soviètica | Part de Unió Soviètica | Part de Unió Soviètica | Part de Unió Soviètica | Part de Unió Soviètica | Part de Unió Soviètica | Part de Unió Soviètica | Part de Unió Soviètica | Part de Unió Soviètica | Part de Unió Soviètica | Part de Unió Soviètica | Part de Unió Soviètica | Part de Unió Soviètica   |
| 1996         | No es va classificar   | No es va classificar   | No es va classificar   | No es va classificar   | No es va classificar   | No es va classificar   | No es va classificar   | No es va classificar   | 10                     | 5                      | 0                      | 5                      | 14                     | 13                     | 3/6                      |
| 2000         | No es va classificar   | No es va classificar   | No es va classificar   | No es va classificar   | No es va classificar   | No es va classificar   | No es va classificar   | No es va classificar   | 10                     | 1                      | 2                      | 7                      | 8                      | 18                     | 6/6                      |
| 2004         | No es va classificar   | No es va classificar   | No es va classificar   | No es va classificar   | No es va classificar   | No es va classificar   | No es va classificar   | No es va classificar   | 8                      | 2                      | 1                      | 5                      | 8                      | 14                     | 5/5                      |
| 2008         | No es va classificar   | No es va classificar   | No es va classificar   | No es va classificar   | No es va classificar   | No es va classificar   | No es va classificar   | No es va classificar   | 12                     | 3                      | 1                      | 8                      | 16                     | 19                     | 6/7                      |
| 2012         | No es va classificar   | No es va classificar   | No es va classificar   | No es va classificar   | No es va classificar   | No es va classificar   | No es va classificar   | No es va classificar   | 10                     | 2                      | 4                      | 4                      | 7                      | 9                      | 5/6                      |
| 2016         | No es va classificar   | No es va classificar   | No es va classificar   | No es va classificar   | No es va classificar   | No es va classificar   | No es va classificar   | No es va classificar   | 10                     | 3                      | 0                      | 7                      | 10                     | 16                     | 5/6                      |
| 2020         | No es va classificar   | No es va classificar   | No es va classificar   | No es va classificar   | No es va classificar   | No es va classificar   | No es va classificar   | No es va classificar   | 10                     | 3                      | 2                      | 5                      | 8                      | 12                     | 4/5 (Play-Off Subcampió) |
| 2024         | Vuitens de final       | 15                     | 4                      | 1                      | 1                      | 2                      | 5                      | 8                      | 10                     | 3                      | 3                      | 4                      | 14                     | 18                     | 4/5 (Play-Off Campió)    |
| 2028         | Per determinar         | Per determinar         | Per determinar         | Per determinar         | Per determinar         | Per determinar         | Per determinar         | Per determinar         | Per determinar         | Per determinar         | Per determinar         | Per determinar         | Per determinar         | Per determinar         | Per determinar           |
| 2032         | Per determinar         | Per determinar         | Per determinar         | Per determinar         | Per determinar         | Per determinar         | Per determinar         | Per determinar         | Per determinar         | Per determinar         | Per determinar         | Per determinar         | Per determinar         | Per determinar         | Per determinar           |
| Total        | Vuitens de final       | 1/8                    | 4                      | 1                      | 1                      | 2                      | 5                      | 8                      | 80                     | 22                     | 13                     | 45                     | 85                     | 119                    | —                        |

### Lliga de les Nacions de la UEFA
| Lliga de Nacions UEFA | Lliga de Nacions UEFA | Lliga de Nacions UEFA | Lliga de Nacions UEFA | Lliga de Nacions UEFA | Lliga de Nacions UEFA | Lliga de Nacions UEFA | Lliga de Nacions UEFA | Lliga de Nacions UEFA | Lliga de Nacions UEFA | Lliga de Nacions UEFA | Lliga de Nacions UEFA |
| Anys                  | Lliga                 | Grup                  | Classificació         | PJ                    | PG                    | PE                    | PP                    | GF                    | GC                    | Ascens / Descens      | Posició               |
| --------------------- | --------------------- | --------------------- | --------------------- | --------------------- | --------------------- | --------------------- | --------------------- | --------------------- | --------------------- | --------------------- | --------------------- |
| 2018-19               | D                     | 1                     | Primera posició       | 6                     | 5                     | 1                     | 0                     | 12                    | 2                     | Puja                  | 40                    |
| 2020-21               | C                     | 2                     | Tercera posició       | 6                     | 1                     | 4                     | 1                     | 6                     | 6                     | Es manté              | 42                    |
| 2022-23               | C                     | 4                     | Primera posició       | 6                     | 5                     | 1                     | 0                     | 16                    | 3                     | Puja                  | 33                    |
| 2024-25               | B                     | 1                     | Tercera posició       | 8                     | 4                     | 1                     | 3                     | 16                    | 7                     | Es manté              | 26                    |
| Total                 | Total                 | Total                 |                       | 26                    | 15                    | 7                     | 4                     | 50                    | 18                    |                       |                       |

## Estadístiques globals
Actualitzat a 10/06/2025
| Rivals               | Jugats | Victòries | Empats | Derrotes | Gols a favor | Gols en contra |
| -------------------- | ------ | --------- | ------ | -------- | ------------ | -------------- |
| Albània              | 17     | 9         | 4      | 4        | 24           | 14             |
| Andorra              | 2      | 1         | 1      | 0        | 4            | 1              |
| Anglaterra           | 2      | 0         | 0      | 2        | 0            | 4              |
| Armènia              | 9      | 5         | 2      | 2        | 23           | 9              |
| Àustria              | 2      | 0         | 1      | 1        | 2            | 3              |
| Azerbaidjan          | 6      | 2         | 2      | 2        | 8            | 6              |
| Belarús              | 4      | 2         | 1      | 1        | 4            | 4              |
| Bòsnia i Hercegovina | 1      | 1         | 0      | 0        | 1            | 0              |
| Bulgària             | 8      | 2         | 2      | 4        | 12           | 21             |
| Cap Verd             | 1      | 0         | 1      | 0        | 1            | 1              |
| Camerun              | 1      | 0         | 1      | 0        | 0            | 0              |
| Croàcia              | 3      | 1         | 0      | 2        | 3            | 4              |
| Dinamarca            | 5      | 0         | 2      | 3        | 5            | 15             |
| Egipte               | 1      | 0         | 1      | 0        | 0            | 0              |
| Estònia              | 8      | 4         | 2      | 2        | 9            | 7              |
| Illes Fèroe          | 3      | 3         | 0      | 0        | 10           | 1              |
| Finlàndia            | 2      | 0         | 1      | 1        | 1            | 2              |
| França               | 4      | 0         | 1      | 3        | 1            | 7              |
| Alemanya             | 5      | 0         | 0      | 5        | 2            | 12             |
| Gibraltar            | 6      | 6         | 0      | 0        | 19           | 3              |
| Grècia               | 10     | 0         | 3      | 7        | 6            | 17             |
| Hongria              | 2      | 1         | 0      | 1        | 4            | 5              |
| Islàndia             | 1      | 0         | 0      | 1        | 1            | 3              |
| Iran                 | 1      | 0         | 0      | 1        | 1            | 2              |
| Irlanda              | 11     | 0         | 2      | 9        | 5            | 18             |
| Israel               | 6      | 1         | 2      | 3        | 4            | 7              |
| Itàlia               | 8      | 0         | 1      | 7        | 2            | 14             |
| Jordània             | 2      | 1         | 0      | 1        | 3            | 3              |
| Kazakhstan           | 6      | 3         | 2      | 1        | 7            | 4              |
| Kosovo               | 2      | 1         | 0      | 1        | 2            | 2              |
| Letònia              | 10     | 5         | 2      | 3        | 18           | 10             |
| Líban                | 2      | 0         | 0      | 2        | 4            | 7              |
| Liechtenstein        | 1      | 1         | 0      | 0        | 2            | 0              |
| Lituània             | 8      | 4         | 1      | 3        | 13           | 6              |
| Luxemburg            | 5      | 3         | 1      | 1        | 7            | 2              |
| Malta                | 9      | 6         | 2      | 1        | 12           | 5              |
| Marroc               | 1      | 0         | 0      | 1        | 0            | 3              |
| Moldàvia             | 12     | 4         | 4      | 4        | 17           | 14             |
| Mongòlia             | 1      | 1         | 0      | 0        | 6            | 1              |
| Montenegro           | 3      | 1         | 1      | 1        | 4            | 3              |
| Nova Zelanda         | 1      | 0         | 0      | 1        | 1            | 3              |
| Nigèria              | 1      | 0         | 0      | 1        | 1            | 5              |
| Països Baixos        | 1      | 0         | 0      | 1        | 0            | 3              |
| Irlanda del Nord     | 1      | 0         | 0      | 1        | 1            | 4              |
| Macedònia            | 5      | 2         | 2      | 1        | 7            | 3              |
| Noruega              | 5      | 0         | 1      | 4        | 3            | 9              |
| Paraguai             | 1      | 0         | 0      | 1        | 0            | 1              |
| Polònia              | 5      | 1         | 0      | 4        | 4            | 13             |
| Portugal             | 2      | 1         | 0      | 1        | 2            | 2              |
| Aràbia Saudita       | 1      | 1         | 0      | 0        | 2            | 0              |
| Qatar                | 1      | 1         | 0      | 0        | 2            | 1              |
| Txèquia              | 3      | 1         | 1      | 1        | 6            | 4              |
| Romania              | 8      | 1         | 2      | 5        | 6            | 20             |
| Rússia               | 3      | 1         | 1      | 1        | 3            | 4              |
| Saint Kitts i Nevis  | 1      | 1         | 0      | 0        | 3            | 0              |
| Escòcia              | 6      | 2         | 1      | 3        | 6            | 7              |
| Sèrbia               | 2      | 0         | 0      | 2        | 1            | 4              |
| Eslovàquia           | 2      | 1         | 0      | 1        | 3            | 3              |
| Eslovènia            | 4      | 1         | 1      | 2        | 4            | 5              |
| Sud-àfrica           | 1      | 1         | 0      | 0        | 4            | 1              |
| Corea del Sud        | 1      | 0         | 1      | 0        | 2            | 2              |
| Espanya              | 8      | 1         | 0      | 7        | 5            | 23             |
| Suècia               | 2      | 1         | 0      | 1        | 2            | 1              |
| Suïssa               | 4      | 0         | 1      | 3        | 1            | 7              |
| Tailàndia            | 1      | 1         | 0      | 0        | 8            | 0              |
| Tunísia              | 2      | 1         | 1      | 0        | 3            | 1              |
| Turquia              | 6      | 1         | 1      | 4        | 6            | 15             |
| Ucraïna              | 11     | 0         | 4      | 7        | 7            | 19             |
| Gal·les              | 5      | 3         | 1      | 1        | 9            | 3              |
| Emirats Àrabs Units  | 1      | 0         | 0      | 1        | 0            | 1              |
| Uruguai              | 1      | 1         | 0      | 0        | 2            | 0              |
| Uzbekistan           | 2      | 1         | 1      | 0        | 3            | 2              |
| Xipre                | 8      | 4         | 1      | 3        | 12           | 8              |
|                      |        |           |        |          |              |                |
| 73 Seleccions Rivals | 297    | 97        | 63     | 137      | 366          | 413            |

### Partits destacats

##### Primer partit no oficial
| Geòrgia | 2 - 2 | Lituània |
| ------- | ----- | -------- |
|         |       |          |

 Tbilisi, Geòrgia

##### Primer partit oficial
| Geòrgia | 0 - 1 | Moldàvia |
| ------- | ----- | -------- |
|         |       |          |

 Tbilisi, Geòrgia

##### Primera victòria oficial
| Geòrgia | 5 - 0 | Gal·les |
| ------- | ----- | ------- |
|         |       |         |

 Tbilisi, Geòrgia

##### Primer partit a la Nations League
| Kazakhstan | 0 - 2 | Geòrgia |
| ---------- | ----- | ------- |
|            |       |         |

 Astana, Kazakhstan

##### Primer partit a una Eurocopa
| Turquia | 3 - 1 | Geòrgia |
| ------- | ----- | ------- |
|         |       |         |

 Dortmund, Alemanya

##### Primera victòria a una Eurocopa
| Portugal | 0 - 2 | Geòrgia |
| -------- | ----- | ------- |
|          |       |         |

 Gelsenkirchen, Alemanya

##### Major victòria
| Geòrgia | 8 - 0 | Tailàndia |
| ------- | ----- | --------- |
|         |       |           |

 Tbilisi, Geòrgia

##### Major desfeta
| Geòrgia | 1 - 7 | Espanya |
| ------- | ----- | ------- |
|         |       |         |

 Tblissi, Geòrgia

## Palmarès

### Competicions no oficials
- Campions del Torneig Internacional de Malta: 1998